# Norwood (Luisiana)
Norwood é uma vila localizada no estado americano de Luisiana, na Paróquia de East Feliciana.

## Demografia
Segundo o censo americano de 2000, a sua população era de 337 habitantes.
Em 2006, foi estimada uma população de 339, um aumento de 2 (0.6%).

## Geografia
De acordo com o United States Census Bureau tem uma área de
10,4 km², dos quais 10,4 km² cobertos por terra e 0,0 km² cobertos por água.

## Localidades na vizinhança
O diagrama seguinte representa as localidades num raio de 24 km ao redor de Norwood.